# Cantador-galego
Formigueiro-cantor-amarelo ou cantador-galego (Hypocnemis subflava) é uma espécie de ave da família Thamnophilidae. É encontrado em florestas úmidas, especialmente em associação com bambu, no sudeste do Peru, norte da Bolívia e sudoeste do Brasil (Acre). Até recentemente, era considerada uma subespécie do Papa-formiga-cantador, mas com base nas diferenças vocais e em menor grau nas plumagens, tem sido recomendado tratá-las como espécies separadas.
O cantador-sinaleiro foi descrito pela primeira vez em 1873 pelo zoólogo Jean Cabanis.

## Estado de conservação
Esta espécie tem um alcance muito grande e, portanto, não se aproxima dos limites para ser considerada Vulnerável sob o critério de tamanho de alcance (sua extensão de ocorrência é de cerca de 697.000 km2). A tendência da população parece estar aumentando e, portanto, a espécie não se aproxima dos limiares para Vulnerável sob o critério de tendência da população. O tamanho da população não foi quantificado, mas não se acredita que se aproxime dos limiares para Vulnerável sob o critério de tamanho da população. Por estas razões, a espécie é avaliada como Pouco preocupante.

## População
O tamanho da população global da espécie não foi quantificado, mas a espécie é descrita como cada vez mais comum. Acredita-se que esta população esteja aumentando por causa da ausência de evidência de qualquer declínio ou ameaça substancial.